# Campionato europeo di pallanuoto 1927 (maschile)
La seconda edizione dei campionati europei di pallanuoto si svolse a Bologna.
Alla manifestazione presero parte dodici formazioni. Il secondo titolo continentale venne conquistato dall'Ungheria.

## Risultati
| Data     | Gara           | Gara  | Gara           |
| -------- | -------------- | ----- | -------------- |
| 31-08-27 | Austria        | 5 - 3 | Paesi Bassi    |
| 31-08-27 | Svezia         | 7 - 4 | Germania       |
| 31-08-27 | Ungheria       | 7 - 2 | Regno Unito    |
| 31-08-27 | Cecoslovacchia | 5 - 1 | Italia         |
| 31-08-27 | Francia        | 5 - 0 | Spagna         |
| 31-08-27 | Belgio         | 7 - 1 | Jugoslavia     |
| 01-09-27 | Svezia         | 5 - 2 | Cecoslovacchia |
| 01-09-27 | Francia        | 8 - 0 | Austria        |
| 02-09-27 | Ungheria       | 4 - 3 | Belgio         |
| 02-09-27 | Francia        | 4 - 1 | Svezia         |
| 03-09-27 | Ungheria       | 3 - 1 | Francia        |

## Campioni
| Oro |
| István Barta László Czele Tibor Fazekas Márton Homonnai Alajos Keserű Ferenc Keserű József Vértesy János Wenk All: Béla Komjádi |